# Vamos a matar compañeros
Vamos a matar compañeros è un film del 1970, diretto da Sergio Corbucci. È un western all'italiana ambientato durante la rivoluzione messicana interpretato da Franco Nero, Tomas Milian, Jack Palance e Fernando Rey. Fu l'unico film in cui Nero e Milian recitarono insieme; Nero in seguito si lamentò del fatto che Corbucci si era concentrato troppo su Milian, e si rifiutò di recitare in Viva la muerte... tua! (1971) se Corbucci ne fosse stato il regista. Il 31 agosto 2007 fu proiettato alla 64ª Mostra internazionale d'arte cinematografica di Venezia nell'ambito della retrospettiva dedicata ai western all'italiana.

## Trama
Durante la rivoluzione messicana, il lustrascarpe Modesto Servando Iruretagoyena, detto "El Basco", viene coinvolto in una rivolta rivoluzionaria a San Bernardino, uccidendo il generale dell'esercito che obbligava i cittadini a votare per Porfirio Díaz. In quel momento arriva il capo dei rivoluzionari, il generale Mongo, che nomina El Basco suo luogotenente. Mongo è però più interessato a guadagnare fortuna per sé stesso che per il suo paese, e intende farlo aprendo una cassaforte che si trova in città. Yodlaf Peterson, un mercenario svedese, arriva sul posto per vendere armi al generale Mongo, e quest'ultimo gli chiede di aprire la cassaforte. Tuttavia l'unico modo è usare la combinazione, conosciuta solo dal professor Vitaliano Xantos, a capo di una fazione rivoluzionaria di suoi studenti che si oppone alla violenza, che è detenuto in una prigione di Yuma dopo aver cercato finanziamenti dagli Stati Uniti e non avere accettato di dare loro in cambio il monopolio di tutta la ricchezza petrolifera del suo Paese.
El Basco su richiesta del generale Mongo viene inviato insieme allo svedese a liberare Xantos per ottenere da lui la combinazione della cassaforte. Lo svedese ed El Basco a inizio viaggio a cavallo incontrano dei soldati che tentano di fare a Basco una foto di riconoscimento in quanto privo di documenti. Tuttavia egli non conosce cosa sia la fotografia e scambia lo scatto per uno sparo. Di conseguenza reagisce uccidendo un soldato e lo svedese è costretto ad uccidere il resto dei soldati e fuggire perdendo il passaporto. Continuano il loro viaggio in treno ma esso è fermato da una rapina messa in atto da Lola e dal suo gruppo di xantisti che Basco e lo svedese avevano incontrato a San Bernardino e che avevano chiesto a Peterson di passare dalla loro parte, ma lui aveva rifiutato data la poca disponibilità economica dei xantisti. Tuttavia lo svedese riesce a fuggire mettendosi alla guida del treno lasciando tutti i passeggeri a terra e persino abbandonando Basco. Nel percorso però incontra John, un suo vecchio amico a cui fece perdere la mano a causa di un tradimento. John detto Mano di Legno fa pestare lo svedese e lo abbandona in punto di morte legato in piedi su una botte in posizione da impiccato lasciando di guardia il suo adorato falco. Basco però arriva successivamente, lo trova e si fa convincere a liberarlo. Dopo aver fatto tappa in un bordello gestito da una vecchia amica dello svedese, i due catturano Xantos al fine di riportarlo dal generale Mongo. Durante il viaggio incontrano un posto di blocco a una frontiera e si vestono da frati per cercare di aggirarlo. Tuttavia John interviene a smascherarli ma il trio riesce a fuggire.
Quando Basco si addormenta, Xantos e lo svedese lo abbandonano ma egli viene sorpreso e torturato da John. Il professore però convince lo svedese a salvarlo. I tre in seguito incontrano il falco di John e lo uccidono per evitare che riveli la loro posizione. Xantos poi mette i suoi rapitori uno contro l'altro e riesce a scappare mentre loro litigano, ma viene catturato da John. Il professore a questo punto gli confida che lo svedese e Basco hanno ucciso il suo adorato falco facendogli ulteriormente meditare vendetta. Tornati da Mongo, si accorgono che egli era solo interessato ai soldi e non alla rivoluzione. El Basco e Peterson fanno strage dei soldati del generale Mongo, il quale viene a sua volta ucciso dai xantisti. Purtroppo, la cassaforte della banca rivela contenere tutt'altro che denaro. Peterson, sta per abbandonare i rivoluzionari quando, El Basco si presenta per requisire le armi dello svedese in nome della rivoluzione. I due stanno per avere un duello, ma vengono interrotti da John che uccide il professor Xantos. Per salvare la propria vita e quella di Basco e Lola (di cui nel frattempo Basco si è innamorato) lo svedese è costretto a far saltare in aria le armi insieme a John che li minaccia. A questo punto lo svedese decide di andarsene. Ma proprio in quel momento poco lontano, scorge l'armata messicana inviata a reprimere la rivolta. Peterson allora cambia idea e si lancia al galoppo contro l'esercito, urlando "Vamos a matar, compañeros!".

## Distribuzione

### Data di uscita
Le date di uscita internazionali sono state:
- 18 dicembre 1970 in Italia
- 11 maggio 1971 in Germania Ovest (Laßt uns töten, Companeros)
- 14 giugno in Spagna (Los compañeros)
- 16 luglio in Francia (Companeros)
- 17 agosto in Norvegia
- 26 novembre in Finlandia (Petturit hirteen, companeros!)
- 7 febbraio 1972 in Danimarca (Lad os dræbe - companeros)
- aprile negli Stati Uniti (Companeros)
- 8 maggio in Svezia (Död åt companeros)
- 15 marzo 1973 in Portogallo (Companheiros)

### Home video
Il film fu distribuito in VHS in Italia dalla Avo Film Edizioni nel 1995, mentre l'edizione DVD è stata distribuita nel novembre 2010 dalla Cecchi Gori Group, nella collana CineKult. Per il solo mercato giapponese fu rilasciato in laserdisc nel 1996, con audio italiano e sottotitoli in giapponese.

## Accoglienza

### Incassi
Il film fu un grande successo. Nel mercato italiano riuscì a superare il miliardo di lire, in parte grazie alla popolarità di Milian. In Spagna il film incassò più di 45 milioni di pesetas.

### Critica
Vamos a matar compañeros ricevette recensioni principalmente positive da parte della critica, ed è oggi uno degli spaghetti western più noti. Il film è stato paragonato a Il buono, il brutto, il cattivo (1966), in quanto intreccia i percorsi di alcuni personaggi nel mezzo di un conflitto, ma si svolge durante la rivoluzione messicana anziché durante la guerra di secessione americana. A causa dell'ambientazione e dei personaggi di Nero e Milian, è simile anche al precedente Zapata western di Corbucci, Il mercenario, uscito due anni prima; Alejandro Ulloa fu direttore della fotografia per entrambi i film.
Paolo Mereghetti affermò che "la sceneggiatura copia da tutti. Ma la macchina spettacolare funziona, per quanto prevedibile", elogiando l'istrionismo di Milian e la regia di Corbucci. Anche Il Morandini considera il film divertente, e sostiene che "Milian era di un'irresistibile simpatia".

## Colonna sonora
La colonna sonora del film è stata composta da Ennio Morricone ed eseguita dall'orchestra diretta da Bruno Nicolai. I cori sono eseguiti da I Cantori Moderni di Alessandroni.

### Album
L'album fu pubblicato dalla EMI General Music srl. L'intera colonna sonora fu ristampata dalla Screen Trax in CD nel 2000, con numero di catalogo CDST 327, e dalla GDM nel 2014, con numero di catalogo GDM 4330. Le due edizioni in CD contengono rispettivamente 20 e 24 tracce.
Nel 1971 fu distribuito dalla casa discografica It anche un singolo in formato 7" contenente le prime due tracce dell'album, con numero di catalogo ZT 7009.

#### Tracce
Testi di Sergio Corbucci, musiche di Ennio Morricone; edizioni musicali EMI.
1. Vamos a matar compañeros – 2:22
2. Il pinguino – 2:53
3. La messicana – 2:37
4. Vamos a matar compañeros (saloon music) – 2:07
5. La loro patria – 1:39
6. Un uomo in agguato – 5:37
7. Pensando alla libertà – 1:18
8. Cecchino – 1:19
9. Il pinguino (#2) – 2:59
10. Vamos a matar compañeros (#2) – 2:02
11. Il pinguino (#3) – 1:58
12. Vamos a matar compañeros (saloon music #2) – 2:17
13. Un uomo in agguato (#2) – 4:03
14. Il pinguino (#4) – 2:28
15. La loro patria (#2) – 3:57
16. Vamos a matar compañeros (#3) – 3:23
17. Un uomo in agguato (#3) – 3:32
18. Il pinguino (#5) – 2:06
19. Vamos a matar compañeros (saloon music #3) – 1:53
20. Vamos a matar compañeros (#4) – 3:54
21. La loro patria (#3) – 3:13
22. Vamos a matar compañeros (#5) – 1:50
23. La messicana (#2) – 1:00
24. Vamos a matar compañeros (finale) – 1:00

Durata totale: 61:27